# Alexander Cunningham
För andra betydelser, se Alexander Cunningham (olika betydelser).

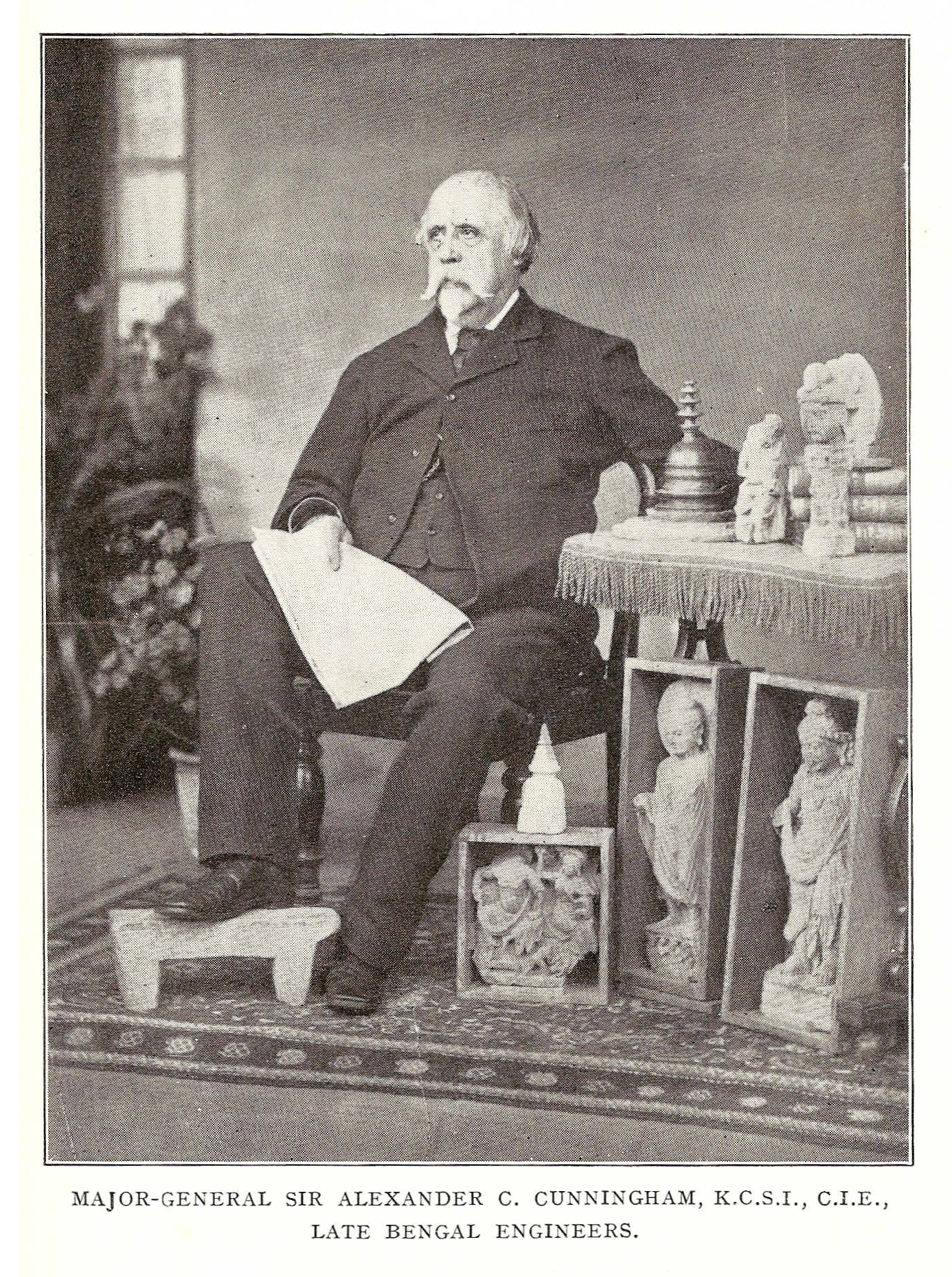
Alexander Cunningham.

Alexander Cunningham, född 23 januari 1814 i London, död där 28 november 1893, var en engelsk arkeolog. Han var son till Allan Cunningham och bror till Joseph Davey Cunningham.
Cunningham blev ingenjörofficer och kom 1834, som adjutant hos generalguvernören, till Indien, där han utförde ambassader till Kashmir 1839 och till Tibet 1858 samt 1858 utnämndes till  överingenjör i nordvästprovinserna och 1870 till arkeologisk generalinspektör över Indien. Han erhöll avsked 1885 och återvände till England, varvid han genom ett skeppsbrott vid Ceylon förlorade största delen av sina dyrbara samlingar.